# Byron Davis
Pour les articles homonymes, voir Davis.
Byron Davis, né le 8 octobre 1973, est un joueur professionnel et entraineur de squash représentant l'Australie. Il atteint en mars 1998 la 14e place mondiale sur le circuit international, son meilleur classement.

## Biographie
Byron Davis est entraîneur national à temps plein et responsable de l'équipe nationale australienne à l'Australian Institute of Sport depuis 2003. Sous sa direction, l'Australie a remporté les championnats du monde par équipes 2003 et aux Jeux du Commonwealth 2006, l'équipe australienne de squash, dirigée par Byron Davis, a remporté un total de huit médailles et cinq autres en 2010.

## Palmarès

### Finales
- Open de Pittsburgh : 1995
- Windy City Open : 1994